# 石出帯刀
石出 帯刀（いしで たてわき）は、江戸幕府伝馬町牢屋敷の長官である囚獄（牢屋奉行）の世襲名。

## 出自
初代の石出帯刀は当初大御番を務めていたが、徳川家康の江戸入府の際に罪人を預けられ、以来その職を務めるようになった。石出左兵衛･勘介から町奉行に出された石出家の『由緒』によると、当初は本多図書常政と名乗っていた。後に在所名に因んで石出姓に改めたとされているが、現在の千葉市若葉区中野町千葉中の石出一族の出身。本来石出帯刀とは、一族の長の名である(『旧妙見寺文書』)。慶長18年9月3日（1613年10月16日）没。法名は善慶院殿長応日久。台東区元浅草に現存する法慶山善慶寺の開基はこの初代帯刀である。石出姓は、千葉常胤の曾孫で下総国香取郡石出（千葉県東庄町石出）を領した石出次郎胤朝に由来する。
『千葉縣海上郡誌』に三崎庄佐貫城々主・片岡常春の将として、石出帯刀五郎昌明の名が見られる。また、『天正十八年千葉家落城両総城々』という文書には「石出城 石出帯刀」という名の記録が残っている。なお、足立区千住掃部宿の開発者、石出掃部介家に伝わる『由緒』には、掃部介義胤の弟として、初代石出帯刀慶胤の名が記されているが、仔細は不明である。

## 職務と家格
囚獄は町奉行の配下に属している。その職務内容は、牢屋敷役人である同心及び下男等の支配、牢屋敷と収監者の管理、各牢屋の見回りと収監者からの訴えの上聴、牢屋敷内における刑罰執行の立会い、赦免の立会い等となっていた。
家禄は三百俵。格式は、譜代・役上下・御目見以下であるが旗本である。禄については、後述の石出吉深が隠居した際に隠居料として十人扶持が、師深の子・左兵衛が幼年であった当時の看抱役を務めた石出勘介に十人扶持が、また常救が幼年であった当時の看抱役を務めた守山金之丞と神谷弁之助に十人扶持が、常救の長年の精勤に対する報償として常救の一代に限って十人扶持が、明治維新まで見習役を務めた直胤に役料として十人扶持がそれぞれ下されている。

## 著名な石出帯刀
歴代の石出帯刀のうちで最も高名な人物が、石出吉深（よしふか、号を常軒。元和元年〈1615年〉 - 元禄2年〈1689年〉）である。明暦の大火（いわゆる振袖火事）(明暦3年〈1657年〉)に際して、収監者を火災から救うために独断で｢切り放ち｣（期間限定の囚人の解放）を行ったことにより知られている。吉深は収監者達に対し「大火から逃げおおせた暁には必ずここに戻ってくるように。さすれば死罪の者も含め、私の命に替えても必ずやその義理に報いて見せよう。もしもこの機に乗じて雲隠れする者が有れば、私自らが雲の果てまで追い詰めて、その者のみならず一族郎党全てを成敗する」と申し伝え、猛火が迫る中で死罪の者も含めて数百人余りの｢切り放ち｣を行った。収監者達は涙を流し手を合わせて吉深に感謝し、後日約束通り全員が牢屋敷に戻ってきたという。吉深は「罪人といえどその義理堅さは誠に天晴れである。このような者達をみすみす死罪とする事は長ずれば必ずや国の損失となる」と評価し、老中に死罪も含めた罪一等の減刑を嘆願、幕府も収監者全員の減刑を実行する事となった。
この処置はのちに幕閣の追認するところとなった上、以後江戸期を通じて「切り放ち後に戻ってきた者には罪一等減刑、戻らぬ者は死罪（後に「減刑無し」に緩和された）」とする制度として不文律の慣例化されたのみならず、明治期に制定された旧監獄法による明文化を経て、現行の刑事収容施設及び被収容者等の処遇に関する法律（刑事収容施設法）にまで引き継がれている（旧監獄法22条1項及び刑事収容施設法83条2項・215条2項・263条2項・288条・289条1項を参照）。なお、旧監獄法時代には関東大震災や太平洋戦争（大東亜戦争）末期の空襲の折に、実際に刑務所の受刑者を「切り放ち」した記録が残されている。
吉深は歌人・連歌師としても知られており、当時の江戸の四大連歌師の一人に挙げられている。歌集には『追善千句』『明暦二年常軒五百韻注』などがある。また著作の一つ『所歴日記』は、江戸時代初期の代表的紀行文の一つに数えられている。一方、国学者としても重要な事績を残しており、廣田坦斎や山鹿素行から伝授された忌部神道を、のちに垂加神道の創始者となる山崎闇斎に伝えている。また吉深が著した『源氏物語』の注釈書『窺原抄』について、北村季吟の『湖月抄』に匹敵すると評する国文学者もいるほどである。さらに、日本のみならず中国の有職故実にも通じていたことも知られている。
足立区千住曙町所在の千葉山西光院には、吉深以下三代の墓碑と、吉深の実子でのちに囚獄を世襲した師深が建立した吉深の彰徳碑「日念碑」が残されている。「日念碑」によると、吉深は千葉介常胤の子孫で帯刀家に養子に入ったとされる。なお、著名な江戸学研究家三田村鳶魚は吉深の出自について、千住掃部宿出身の石出氏の次男佐兵衛とし、一方、玉林晴朗は石出図書常政の孫としている。
元禄2年3月2日（1689年4月21日）没。法名・正定院了修日念。当初は善慶寺に埋葬されたが、のちに上記の西光院に改葬された。吉深は江戸時代初期の代表的文化人の一人であると評価されている。